# Nevada State Route 264
Die Nevada State Route 264 (kurz NV 264), auch Fish Lake Valley Road genannt, ist eine State Route im US-Bundesstaat Nevada.
Sie beginnt an der California State Route 266 an der Grenze zu Kalifornien und endet am U.S. Highway 6. Kurz vor dem Kreuz mit dem US 6 zweigt die Nevada State Route 773 ab. Die NV 264 verläuft durch das größtenteils unbewohnte Fish Lake Valley.